# Máté Koch
Máté Tamás Koch (ur. 18 lipca 1999 w Budapeszcie) – węgierski szpadzista, złoty medalista mistrzostw świata.
W 2017 roku zdobył brąz drużynowo na mistrzostwach świata juniorów w Płowdiwie. Na rozgrywanych rok później mistrzostwach świata juniorów w Weronie był najlepszy w zawodach drużynowych i trzeci w indywidualnych. Ponadto zdobył złoto drużynowo na mistrzostwach świata juniorów w Toruniu.
Podczas mistrzostw świata w Mediolanie w 2023 roku wywalczył złoty medal indywidualnie, pokonując w finale Włocha Davide Di Veroliego. Na tej samej imprezie zajął piąte miejsce w zawodach drużynowych. Był też między innymi czwarty drużynowo na mistrzostwach świata w Kairze w 2022 roku.
Na mistrzostwach Europy w Düsseldorfie (2019) zdobył drużynowo brązowy medal.
Ponadto zdobył drużynowo złoty medal na igrzyskach europejskich w Krakowie (2023).